# Joseph-Marie Vien le jeune
Ne pas confondre avec son père, Joseph-Marie Vien (1716-1809), également peintre
Joseph-Marie Vien, dit Joseph-Marie Vien le jeune, né le 2 août 1761 à Paris et mort le 26 janvier 1848 à Paris, est un peintre français.

## Biographie
Joseph-Marie Vien le jeune est le fils des peintres Joseph-Marie Vien et Marie-Thérèse Reboul. Il épouse Rose-Céleste Bache, fille du général Jacques François Bache.
Sa première formation de peintre est assurée par Joseph-Marie Vien et François-André Vincent.
Il expose au Salon de 1794 à 1835.
Le 28 janvier 1848, il est inhumé au cimetière du Père-Lachaise (22e division),.

## Collections publiques

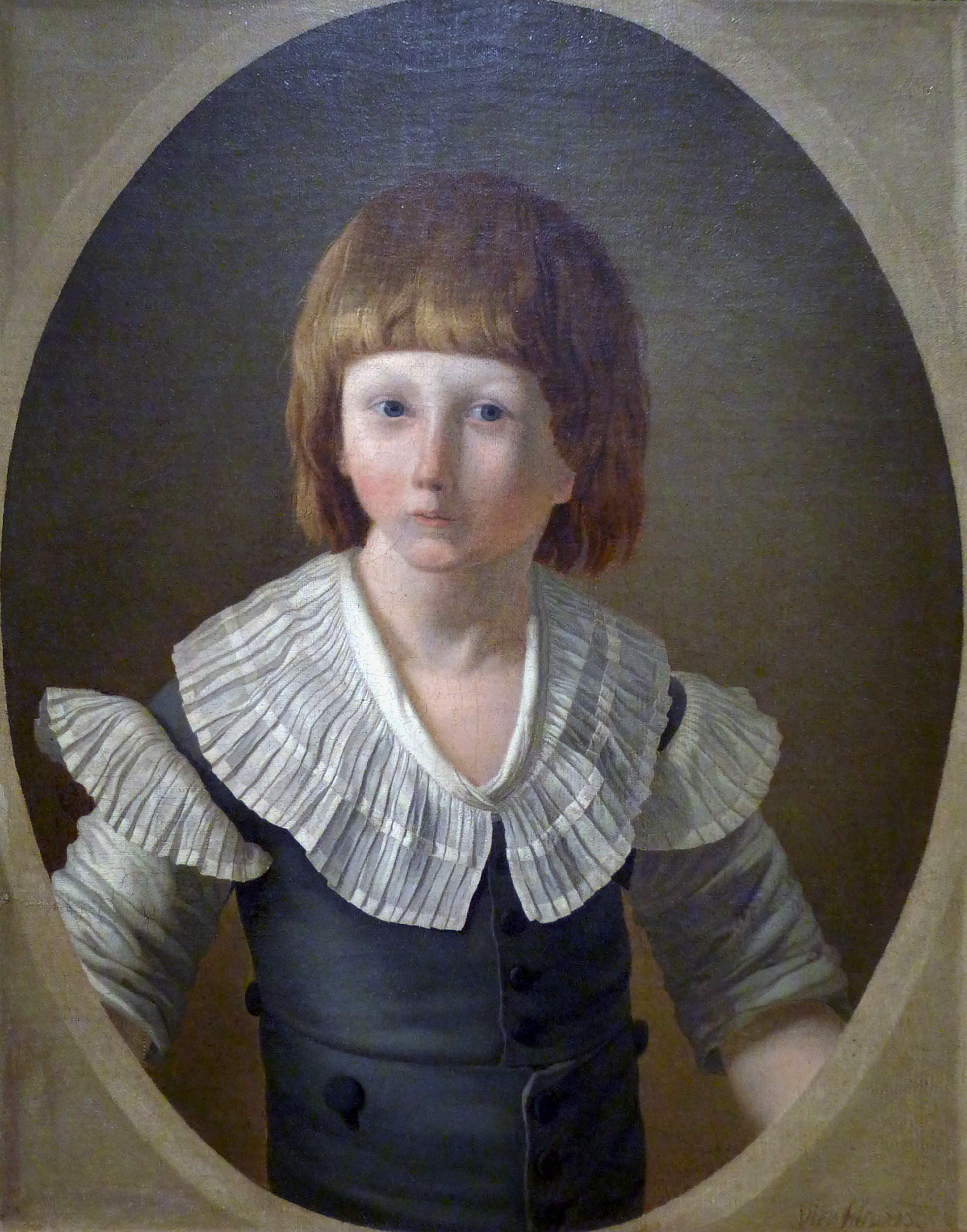
Louis XVII au Temple en 1793, 1793, huile sur toile, Musée Carnavalet

- Portrait de l'artiste et de son épouse (1808), musée des beaux-arts de Rouen[3]
- Portrait de Napoléon Bonaparte, Ier consul, musée national des châteaux de Malmaison et de Bois-Préau à Rueil-Malmaison[4]
- Tête de vieillard, musée des beaux-arts de Marseille[5]
- Sacre de Charles X, le 29 mai 1825, (plume et encre brune), Maison de Chateaubriand
- Louis XVII au Temple en 1793 (1793), huile sur toile, musée Carnavalet, Paris
- Portrait de François Valentin (1802 ou 1803, hôtel de ville de Guingamp)